# 독성인자
독성인자(毒性因子; virulence factor, pathogenicity factor; 식물학에서는 pathogenecity effector) 또는 발병인자(發病因子) 또는 독력인자(毒力因子)는 병원체인 미생물(세균, 바이러스, 진균, 원충 등)이 다음과 같은 것들을 할 수 있게 만드는 세포의 구조, 분자, 또는 조절 시스템이다.
- 숙주 안에서의 집락화. 숙주로 이동하는 과정과 부착하는 과정 모두를 포함한다.[2][3]
- 숙주의 면역 반응을 회피하기 위한 면역회피(immunoevasion).[2][3][4]
- 류코시딘이 매개하는 세포 사멸 과정 등, 숙주의 면역 반응을 억제하는 면역억제.[2]
- 병원체가 세포내 병원체라면 세포 안으로 들어오거나 밖으로 나가는 과정.[5]
- 숙주로부터 영양분을 얻음.[2]

특정 병원체는 매우 다양한 독력인자를 가지고 있다. 협막이나 내독소 등의 독력인자는 이미 병원체 자체 염색체의 유전자에 암호화되어 있으며, 일부 외독소는 플라스미드나 박테리오파지와 같은 이동성 유전 인자에서 얻기도 한다. 이동성 유전 인자에 암호화된 독력인자는 수평적 유전자 이동을 통해 퍼져 위험하지 않았던 세균도 체내에 위협이 되는 병원체로 바꿀 수 있다. 대장균 O157:H7 등의 세균은 이동성 유전 인자를 통해 대부분의 독력을 획득한다. 그람 음성균은 숙주 세포와 병원체 사이의 접촉면에서 여러 가지 독력인자를 분비하여 면역회피, 영양소 획득, 세포 간에 신호를 전달한다. 이 분비 과정은 세균외막소포를 이용하는 막소포수송을 통해 일어난다. 많은 수의 병원체가 진핵생물 숙주의 방어를 뚫기 위해 비슷한 독력인자들을 이용한다. 이러한 세균의 독력인자는 크게 두 가지 다른 경로를 통해 세균의 생존과 성장에 도움을 준다. 첫째는 숙주 안에서의 집락화를 돕는 독력인자로 부착소, 인베이신, 식작용 저항 인자 등이 여기 속한다. 둘째는 독소, 용혈소, 단백질분해효소 등으로 직접 숙주에 손상을 가한다.

## 같이 보기
- 세균 협막